# Монтгомъри (окръг, Мисури)
Вижте пояснителната страница за други населени места с името Монтгомъри.
Окръг Монтгомъри (на английски: Montgomery County) е окръг в щата Мисури, Съединени американски щати. Площта му е 1399 km², а населението - 12 136 души (2000). Административен център е град Монтгомъри Сити.